# Planet Child Music
Planet Child Music (ぷらねつ しるづ むしく  puranetsu shiruzu mushiku ?), es un sello discográfico japonés, fundado en 2007 para bandas pertenecientes al movimiento Visual kei / Oshare Kei.

## Bandas bajo el sello
- Oyuugi Wagamama Dan x PaRADEiS[1]
- Ｍ[2]
- Somatic Guardian[3]
- Jackman[4]
- Called≠Plan[5]
- CODE7203-KineSicS[6]

## Bandas inactivas  bajo el sello
- Himeyuri[7]
- MaRiLL
- Kuroi Zakuro
- Hysteric
- SEED
- ダリス